# Rózsaszín sajt
A Rózsaszín sajt 2009-ben bemutatott egész estés magyar–francia film, amelynek rendezője Tóth Barnabás. A producere Hábermann Jenő, a forgatókönyvírói Tóth Barnabás, Hamvas Dániel és Frank Rizzo, a főszereplői Tóth Barnabás és Bezerédi Zoltán, a zeneszerzője Pirisi László. A mozifilm a FilmArt, a Magyar Televízió, a Dialóg Filmstúdió és a Vie Des Hauts Productions gyártásában készült, a Fantasy Film forgalmazásában jelent meg. Műfaját tekintve filmvígjáték, filmdráma és romantikus film. 
Magyarországon a bemutató évében szeptember 10-én mutatták be a hazai mozikban.

## Történet
Papp Danit a 19 éves srácot egyedül neveli a nagydumás, szexmániás nőgyógyász apja. Dani romantikus típus, az apja Tibor viszont mindenképpen szeretné saját magára formázni. Daninak egy nap elege lesz az egészből és kiszökik a nagybátyjához Franciaországba.

## Szereplők
- Tóth Barnabás – Papp Dániel
- Bezerédi Zoltán – Papp Tibor
- Molnár Levente – Ádám
- Douceline Derreal – Isabelle
- Lisztes Linda – Kereczkey Rita
- Spindler Béla – Mihály
- Eke Angéla – Anikó
- Pikali Gerda – Patrícia
- Lipcsei Betta – Mónika
- Olivier-Jacques Bernard – Bernard
- Thierry d'Armor – Eric
- Anthony Brutillot – Marc
- Hubert Jeanpetit – Hubert
- Győri Júlia – úszólány, Rita barátnője
- Kiss Júlia – úszólány
- Lengyel Viktória – úszólány
- Borsos Ilona – edzőnő
- Hábermann Lívia – Trixi
- Szabados Mihály – rendőr
- Harsányi Bence – kabinos
- Noé Viktor – pincér
- Szilágyi Erzsébet – páciens
- Nemes Takách Kata – nő az orvosiban
- Fábián Cili – nő az orvosiban
- Orbán Mária – nő az orvosiban
- Bessenyei Anna – nő az orvosiban
- Franco Rizzo – férfi az orvosiban